# Шабарчина
Шаба́рчина (рос. Шабарчина) — присілок у складі Каргапольського району Курганської області, Росія. Входить до складу Каргапольського міського поселення.
Населення — 152 особи (2010, 156 у 2002).
Національний склад населення станом на 2002 рік: росіяни — 97 %.
У присілку народився Герой Соціалістичної Праці Жилін Пилип Миколайович (1911-1987).